# Seoane (La Vega)
Seoane (llamada oficialmente San Xoán de Seoane) es una parroquia y un lugar del municipio español de La Vega, en la provincia de Orense, Galicia.

## Toponimia
La parroquia también es conocida por el nombre de San Juan de Seoane.
El topónimo deriva del latín Sanctu(m) Iohanne(m), San Juan.

## Organización territorial
La parroquia está formada por una entidad de población:
- Seoane

## Demografía
Gráfica demográfica del lugar y parroquia de Seoane según el INE español:
| Gráfica de evolución demográfica de Seoane entre 2000 y 2023 |
|                                                              |
| Datos según el nomenclátor publicado por el INE.             |